# 2013年世界田径锦标赛芬兰代表团
参加在 俄羅斯莫斯科举行的2013年世界田径锦标赛的芬兰代表团取得了一枚银牌，在奖牌榜上和博茨瓦纳、匈牙利、意大利、卡塔尔一起并列第25名。

## 获得的奖牌
| 奖牌 | 运动员          | 项目     |
| ---- | --------------- | -------- |
| 銀牌 | 泰罗·皮特凯迈基 | 男子标枪 |

## 引用
1. ↑  . 国际田联.   [2013-08-18]. （原始内容存档于2018-01-08）.（英文）